# Chốn quê
Chốn quê là bộ phim tài liệu của Việt Nam năm 2001 do Nguyễn Sĩ Chung làm đạo diễn, biên kịch kiêm viết lời bình. Phim do Hãng phim Tài liệu và Khoa học Trung ương sản xuất. 

## Sản xuất
Kịch bản của Chốn quê được Nguyễn Sĩ Chung lên kế hoạch trong 4 năm, bộ phim được khởi quay từ ngày 20 tháng 6 năm 2001, được ghi hình trong đúng 2 tháng tại các tỉnh Hà Tây, Hà Nam, Hưng Yên và thành phố Hà Nội. Bộ phim được đóng máy ngày 20 tháng 8 và ngày 20 tháng 9 thì hoàn tất và trình lên Cục Điện ảnh.

## Đón nhận
Chốn quê được gửi tham dự Liên hoan Phim châu Á - Thái Bình Dương lần thứ 46 tại Jakarta, Indonesia vào tháng 10 năm 2001, cùng phim điện ảnh Hai Bình làm thủy điện và phim hoạt hình Con gà cánh tiên. Dù đoàn đại diện của Việt Nam không kỳ vọng lắm về tác phẩm này nhưng, nhiều đạo diễn nước ngoài đã dự đoán Chốn quê sẽ đoạt giải cao nhất. Kết quả cuối cùng, Chốn quê đã giành được giải Phim tài liệu hay nhất tại Liên hoan phim.
Chốn quê được chiếu lại nhiều lần trong các sự kiện lớn như Liên hoan phim Pháp ngữ tại Việt Nam, Liên hoan Phim tài liệu châu Âu - Việt Nam lần thứ 7, triển lãm Bối cảnh quay phim là các di tích, di sản văn hóa của Hà Nội,  Kỷ niệm 60 năm Ngày điện ảnh Việt Nam.
Đạo diễn của bộ phim, NSƯT Nguyên Sĩ Chung từng hai lần được đề nghị xét duyệt Giải thưởng Nhà nước về Văn học Nghệ thuật với bộ phim tài liệu này vào năm 2016 và 2021 nhưng chưa lần nào thành công.

## Giải thưởng
| Năm  | Giải thưởng                                        | Hạng mục           | Kết quả       | Chú thích |
| ---- | -------------------------------------------------- | ------------------ | ------------- | --------- |
| 2001 | Liên hoan Phim châu Á - Thái Bình Dương lần thứ 46 | Phim tài liệu      | Phim hay nhất | [ 3 ]     |
| 2001 | Giải thưởng Hội Điện ảnh Việt Nam 2001             | Phim tài liệu nhựa | Giải A        | [ 10 ]    |
| 2001 | Liên hoan phim Việt Nam lần thứ 13                 | Phim tài liệu      | Khuyến khích  | [ 11 ]    |